# A Texas Steer

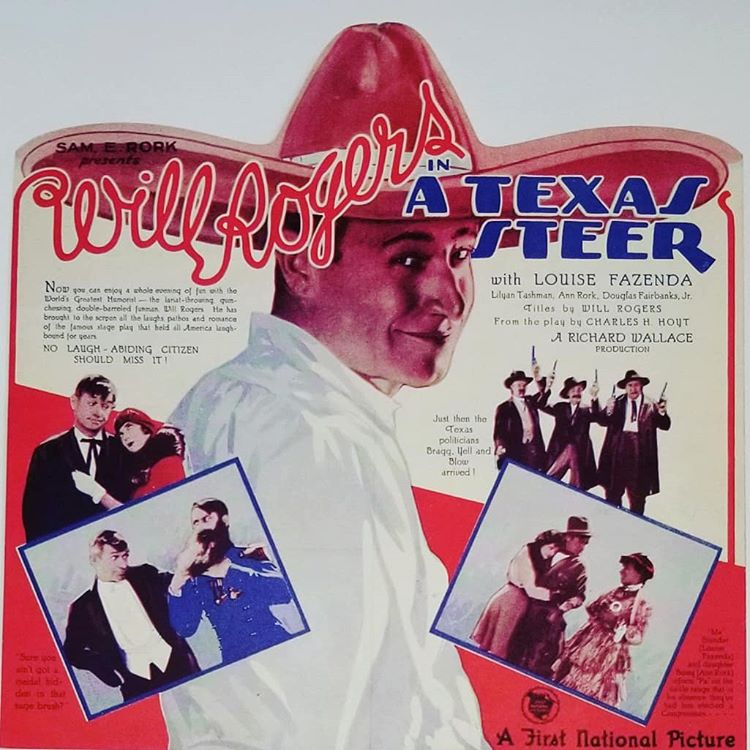
Annonce pour le film.

A Texas Steer est un film américain réalisé par Richard Wallace, sorti en 1927.

## Synopsis
Maverick Brander, un membre du Congrès récemment élu de la ville de Red Dog au Texas, déménage à Washington, D.C. pour siéger à la Chambre des représentants des États-Unis.

## Fiche technique
- Réalisation : Richard Wallace
- Scénario : Garrett Graham, Bernard McConville, Will Rogers, Paul Schofield d'après une pièce de Charles H. Hoyt[1]
- Producteur : Sam E. Rork
- Photographie : Jack MacKenzie
- Montage : Frank Lawrence
- Distributeur : First National Pictures
- Durée : 80 minutes (8 bobines)[2]
- Date de sortie : 4 décembre 1927

## Distribution
- Will Rogers : Cattle Brander
- Louise Fazenda : Mrs. Ma Brander
- Sam Hardy : Brassy Gall
- Ann Rork : Bossy Brander
- Douglas Fairbanks Jr. : Farleigh Bright
- Lilyan Tashman : Dixie Style
- George F. Marion : Fishback
- Bud Jamison : Othello
- Arthur Hoyt : Knott Innitt
- Mack Swain : Bragg
- William Orlamond : Blow
- Lucien Littlefield : Yell